# Editors
Editors es un grupo británico de rock alternativo de la ciudad de Birmingham. Los integrantes, que se conocieron en la Universidad de Staffordshire, son Tom Smith (compositor, vocalista, guitarrista, pianista), Russell Leetch (bajista, sintetizadores) y Ed Lay (batería), que son miembros fundadores, y Justin Lockey (guitarrista) y Eliott Williams (sintetizadores/pianos/guitarras), que se han unido al grupo tras la salida de Chris Urbanowicz (Guitarrista/sintetizadores). Su sello indie puro y radical hace que Editors sean comparados a menudo con otros grupos como, The Cure, Joy Division, The Smiths, Echo and the Bunnymen, The Chameleons e Interpol, enmarcándose en la corriente conocida como post punk revival.[cita requerida] A pesar de esto la banda ha sabido evolucionar y crear su propio estilo, pasando de guitarras muy marcadas a canciones con sintetizadores, o mezclando esto para crear lo que les diferencia de otros grupos del estilo.

## Historia

### Formación (2002-2004)
La banda no siempre fue conocida por este nombre, siendo conocidos anteriormente como "The Pride", antes de cambiar de integrantes y renombrarse "Snowfield", siendo una famosa banda independiente. Mantuvieron este nombre hasta su fichaje por la discográfica Kitchenware Records en septiembre de 2004.
El sencillo debut "Bullets" fue lanzado en una edición limitada de 500 copias por la compañía Kitchenware Records el 24 de enero de 2005. rápidamente se ganó su espacio en emisoras de radio, como Xfm y 6 Music. A medida del lanzamiento de nuevos sencillos, la banda fue creándose su propia legión de fans.

### The Back Room (2005-2006)
Su álbum debut "The Back Room" fue lanzado el 25 de julio de 2005, con grandes elogios de la crítica.
La actual pareja del líder y vocalista del grupo, Tom Smith, es la presentadora Edith Bowman.
El tema "French Disko", que está en la cara b del sencillo "Munich", es una versión de un tema de Stereolab. "The Back Room" fue lanzado en EE. UU. el 21 de marzo de 2006. El primer sencillo en el país norteamericano fue "Munich", que también recibió el apoyo de numerosas emisoras estadounidenses al igual que en Gran Bretaña. Su primer sencillo en Reino Unido fue "Bullets", en el año 2004, y posteriormente en 2005 y 2006 se reeditó este tema y sacaron "Blood" y "All sparks".
Como muestra del éxito que tuvo el grupo al otro lado del océano, Editors fueron invitados a tocar en 2006 en festivales como Festival de Música y Artes de Coachella Valley, Lollapalooza o Festival Internacional de Benicassim.

### An End Has a Start (2007-2008)
En el año 2007, Editors sacaron "An end has a start" utilizando como sencillo de presentación un majestuoso "Smokers outside the Hospital doors" y después sacaron el sencillo que daba nombre al disco. Su tercer sencillo fue "The Racing Rats" seguido de una balada como "Push your head towards the air". Por último, volviendo con su habitual sonido sacaron "Bones", cuyo video está dirigido por el bajista del grupo, Russell Leetch.
Hicieron conciertos en España, en Madrid y Barcelona (Sala Razzmatazz). Y estuvieron en el Festival de Glastonbury, en la ediciones de 2007 y 2008.

### In This Light and on This Evening (2009-2011)
Su tercer disco, "In This Light and On This Evening" fue publicado el 12 de octubre de 2009, precedido por "Papillon", primer sencillo, a la venta desde septiembre de 2009. Y contiene canciones más "Synth" que en sus discos anteriores como "The Boxer", "Eat raw meat = Blood Drool", "You Don't Know Love" (segundo sencillo) o "The Big Exit" donde Tom Smith emula con su voz la época de David Bowie y la música de éste. Este disco en la edición especial contiene un disco extra llamado "Cuttings 2", con el tema del video de presentación "I want a Forest".
El 21 de septiembre se anunció que Editors participarían en la BSO de Crepúsculo: Luna Nueva con la canción "No sound but the wind".

### The Weight of Your Love y salida de Chris Urbanowicz (2012-2014)
El 26 de noviembre de 2010, Tom Smith anunció en la página web de la banda que había empezado a trabajar en un nuevo álbum, que volvería a ser producido por Flood, que estaban grabando "en etapas a lo largo de 2011".
El 26 de marzo de 2011, Editors realizaron su primer concierto del año en el Royal Albert Hall como plato principal del penúltimo concierto del Teenage Cancer Trust 2011, durante el cual tocaron dos nuevas canciones, "Two Hearted Spider" y "The Sting".
En octubre de 2011, el grupo tocó por primera vez en América Latina, con dos conciertos en Ciudad de México.
En octubre de 2011, Smith habló con Radio Q sobre el nuevo álbum: '"Todavía va a ser bastante electrónico, creo, en comparación con nuestros primeros discos. Hasta el momento parece muy musculoso, con un poco de arrogancia y un poco más de groove. El último disco fue una liberación en muchos sentidos y creo que sólo tenemos que, de algún modo, construir sobre eso... con un guiño a nuestro pasado también. Es nuestro cuarto disco y no queremos sentir que estamos haciendo lo mismo otra vez"'.
El 22 de noviembre de 2011, Russell Leetch, el bajista de la banda, publica en la página web oficial de la banda que tienen siete canciones listas para grabar y algunas ideas más "flotando" y que el álbum "estará con vosotros el próximo año".
El 16 de abril de 2012 se anunció que Chris Urbanowicz había dejado el grupo debido a una diferencia en la dirección musical.
El 26 y 27 de junio de 2012, la banda tocó en Birmingham por primera vez desde que se fuera Urbanowicz, con dos miembros nuevos, Justin Lockey y Elliot Williams, pasando a ser una banda de cinco músicos. El 29 de junio tocaron en la plaza mayor de Arras, Francia, y el 30 de junio fueron cabeza de cartel del festival Rock Werchter en Bélgica. En los shows tocaron nuevas versiones de "Two Hearted Spider" y "The Sting", así como dos nuevas canciones, "Sugar" y "Nothing".
El 23 de diciembre de 2012, Tom Smith, a través de la web NME anunció que estaban listos para entrar en el estudio y trabajarían con Jacquire King, productor de Kings of Leon, en Nashville.
El 6 de mayo de 2013 se dio a conocer el nombre de su cuarto álbum "The Weight of Your Love" y publicaron su primer sencillo "A Ton of Love". El 28 de junio fue el lanzamiento del álbum que llegó rápidamente a los primeros lugares en Bélgica, Alemania y Reino Unido. Aunque muy diferente a sus álbumes anteriores (recibiendo críticas divididas al respecto) tuvieron muy buena acogida en Europa.
A principios de 2014, Eliott Williams dejó la banda temporalmente para dedicarse a un nuevo proyecto musical. En ese tiempo, entra Nicholas Willes remplazando a Williams en los sintetizadores y guitarra rítmica.

### In Dream (2015-2017)
En octubre del 2014 la banda se instaló en Escocia para trabajar es su quinto álbum. Durante un show de radio, Tom Smith confirmó que las canciones del álbum ya estaban escritas.
El 20 de abril de 2015 realizaron una nueva canción titulada 'No Harm' para descarga gratuita. La canción estuvo disponible a través de los minoristas, y el 11 de mayo, su video oficial fue publicado en su canal de YouTube. El 18 de junio, lanzaron un video para el sencillo principal del álbum, 'Marching Orders'. El video, dirigido por Rahi Rezvani (como fue 'No Harm'), y fue filmado en las Tierras Altas del Oeste de Escocia. La canción fue lanzada el 19 de junio para su descarga digital.
El 15 de julio de 2015, la banda anunció el álbum In Dream a través de Facebook. Es el primer trabajo de Editors que presenta un dúo. El tercer sencillo y video 'Life is a Fear' obtuvo su primera reproducción en el programa de radio Apple Music Beats1 de Zane Lowe el 11 de agosto de 2015. Su video, nuevamente dirigido por Rahi Rezvani, fue subido a YouTube el mismo día. El 22 de septiembre, Editors compartieron 'The Law', una canción del álbum que introduce a Rachel Goswell de Slowdive.
El quinto álbum In Dream, producido por Editors y mezclado por Alan Moulder, fue lanzado el 2 de octubre de 2015. Marca la colaboración de la banda con Rahi Rezvani, director de cine y video musical neerlandés nacido en Irán, quien también dirigió el video de 'Ocean'of Night ', lanzado el 24 de noviembre. En octubre de 2015, Editors junto con Brussels Beer Project lanzaron su propia cerveza 'Salvation', llamada así por una canción de su álbum In Dream.
Para promocionar el álbum, la banda se embarcó en una gira de 42 fechas, tocando en octubre, noviembre y diciembre en el Reino Unido, Irlanda y Europa. Editors apoyó a Manic Street Preachers en todo el Reino Unido en el vigésimo aniversario del álbum Everything Must Go. También actuaron en Glastonbury, Bråvalla, Rock Werchter, BBK Live Bilbao 2016 y más de 20 festivales.

### Violence (2017-presente)
Después de la gira de festivales del 2016, Editors trabajo para acomodar y recomponer las canciones del nuevo álbum. En verano del 2017 al volver a los festivales presentó 'Cold', 'Hallelujah (so low)', 'The pulse' y 'Magazine'. Después del verano, Editors regresó de nuevo al estudio para terminar su nuevo trabajo.
El 15 de enero de 2018, Tom Smith presentó el nuevo sencillo de la banda llamado 'Magazine', que se había tocado en los festivales del verano, al igual que la revelación de su nuevo álbum titulado 'Violence' del cual su trabajo artístico es nuevamente de Rahi Rezvani y del cual se realizará el 9 de marzo de 2018.

## Integrantes

Logo de Editos

### Actuales
- Tom Smith (voz, guitarra y piano, 2002-actualidad)
- Ed Lay (batería, 2002-actualidad)
- Russell Leetch (bajo y sintetizadores, 2002-actualidad)
- Justin Lockey (guitarra principal, 2012-actualidad)
- Elliott Williams (sintetizadores, teclado y guitarra, 2012-actualidad)

### Anteriores
- Chris Urbanowicz (guitarra principal, teclado y sintetizadores, 2002-2012)
- Geraint Owen (batería, 2002)

## Discografía
- 2005: The Back Room.
- 2007: An End Has a Start.
- 2009: In This Light and On This Evening
- 2013: The Weight of Your Love.[2]
- 2015: In Dream
- 2018: Violence
- 2019: The Blanck Mass Sessions
- 2019: Black Gold. Best of Editors
- 2022: EBM